# Rivière de l'Est
Rivière de l'Est är ett vattendrag i Kanada.   Det ligger i provinsen Québec, i den sydöstra delen av landet, 110 km öster om huvudstaden Ottawa.
I omgivningarna runt Rivière de l'Est växer i huvudsak blandskog. Runt Rivière de l'Est är det ganska tätbefolkat, med 116 invånare per kvadratkilometer.